# Ешафот

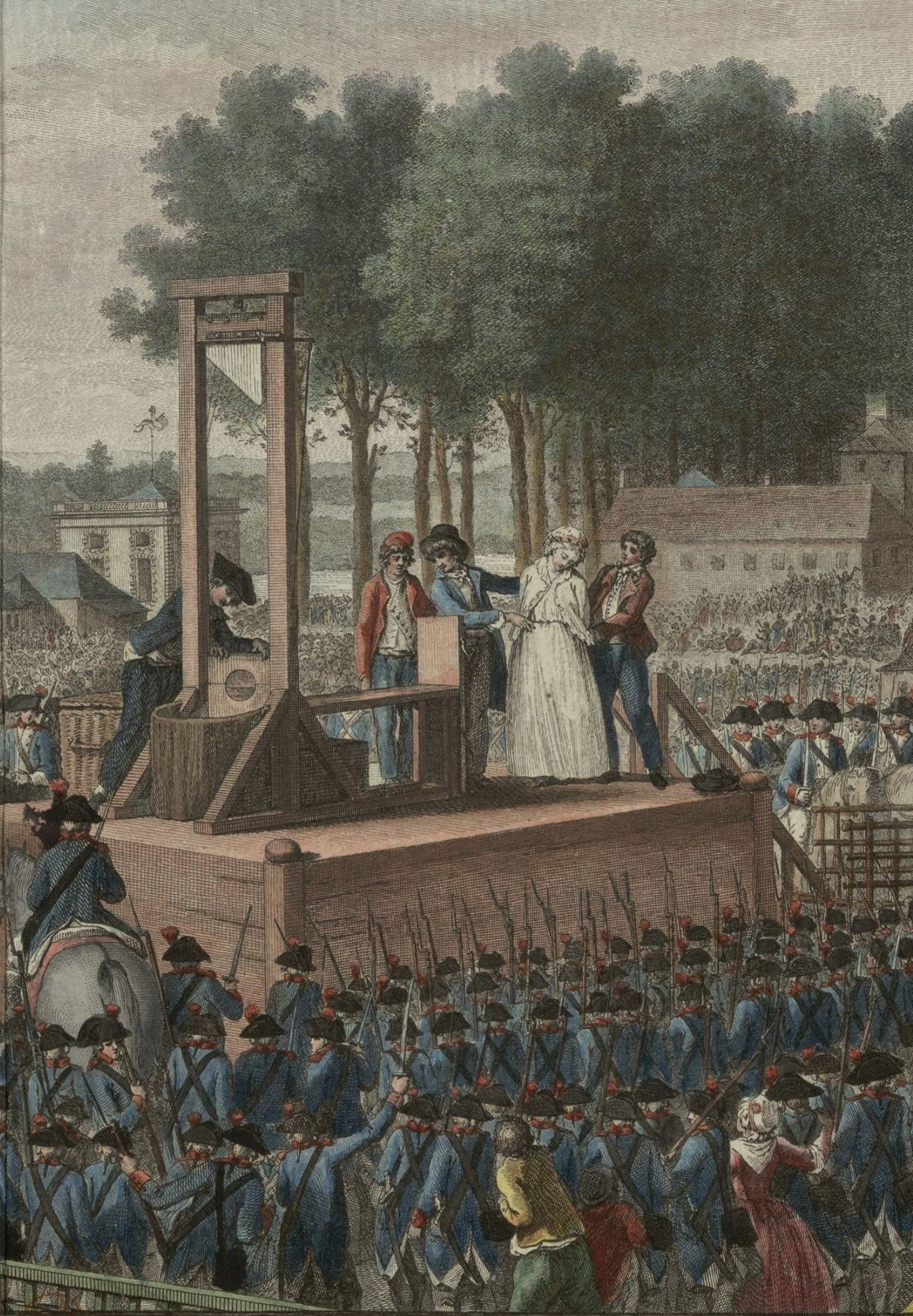
Марія Антуанетта перед стратою на ешафоті

Ешафо́т (фр. échafaud — «театральні підмостки») — споруда для проведення страт.
Ешафоти були підвищеною сценою для кращої видимості того, що відбувається. Страти відбувалися на міських площах, а їхній публічний характер слугував для залякування, підкреслення авторитету влади, а також розваги мас.